# 樊恭烋
樊恭烋（1921年4月18日—2011年8月12日），男，浙江象山人，中国教育家，北京工业大学荣誉校长。

## 生平
1921年4月18日，樊恭烋出生于浙江省象山县。1941年，以考区状元考入西南联合大学，就读于航空系。1946年9月至1947年7月，在清华大学工学院航空系学习。1947年9月至1948年8月，任北京大学工学院助教、助教协会会长。1948年4月加入中国共产党。1948年9月，回到清华大学任教。1948年12月，出任清华教师联合会会长。
樊恭烋曾长期在清华大学服务，历任清华大学党委常委、统战部长、工会副主席和校务委员会秘书。
1958年初，樊恭烋出任北京航空学院（今北京航空航天大学）筹备委员会委员，后历任北京航空学院的党委常委和教务长。
1959年，樊恭烋后调入北京工业大学，出任北京工业大学教务处长。1964年，樊恭烋担任北京工业大学主管教学的副校长，后历任常务副校长兼党委副书记、校长。1986年10月退休后，担任北京工业大学名誉校长。樊恭烋被认为是北京工业大学主要创建人之一。
樊恭烋曾担任中国产学研合作教育协会会长、并曾是世界产学研合作教育协会理事。1985年被授予北京市特等劳动模范并获全国五一劳动奖章。
2010年，出版《樊恭烋高等教育文集》，收集了1978年到2007年高等教育方面研究的38篇文章。
2011年8月12日1时25分，樊恭烋在北京逝世，享年90岁。